# Сульдал
Сульдал (норв. Suldal) — коммуна в губернии Ругаланн в Норвегии. Административный центр коммуны — город Санн. Официальный язык коммуны — нюнорск. Население коммуны на 2016 год составляло 3903 человека. Площадь коммуны Сульдал — 1736,19 км², код-идентификатор — 1134. Высшая точка — гора Снёнут.

## История населения коммуны
Население коммуны за последние 60 лет.

Статистика коммуны Сульдал